# Циммерман, Маркус
Маркус Циммерман (нем. Markus Zimmermann; 4 сентября 1964, Берхтесгаден, Германия) — немецкий бобслеист, выступавший за сборную Германии с 1984 по 2004 год. Принимал участие в трёх зимних Олимпиадах и в общей сложности выиграл четыре медали, из них две золотые (Солт-Лейк-Сити 2002, двойка и Нагано 1998, четвёрка), одна серебряная (Альбервиль 1992, двойка) и одна бронзовая (Нагано 1998, двойка).
Циммерман восемь раз получал подиум чемпионатов мира, в его послужном списке пять золотых наград (двойки: 1991, 1996, 2000; четвёрки: 1996, 2001) и три серебряные (двойки: 1999, 2004; четвёрки: 2000).
На протяжении бо́льшей части своей карьеры выступал в качестве разгоняющего в паре с Кристофом Лангеном. Ушёл из спорта в 2004 году.